# Hey Jane
Hey Jane è un Ep della band norvegese Motorpsycho pubblicato nel 1998.

## Tracce
1. Hey Jane – 4:46
2. Mellow Muffin Stomp – 7:09
3. Celestine – 4:18
4. Valis – 1:37
5. The Ballad of Pat and Put – 6:52

## Formazione
- Bent Saether / voce, basso, chitarre, batteria, percussioni, piano rhodes, wood blocks, mini moog, piano, harmonium
- Hans Magnus Ryan / chitarre, voce, clavinette, basso, violini, mandolino
- Haakon Gebhardt / batteria, voce, percussioni, zither, chitarre, piano

e con:
- Helge Sten / loops, theremin, echomachines
- Ole Henrik Moe / sega, violino, bicchieri
- Trygve Seim / corna d'alce, flauti, sax, clarophone